# Vesna Girardi-Jurkić
Vesna Girardi-Jurkić (ur. 15 stycznia 1944 w Zagrzebiu, zm. 25 sierpnia 2012 w Puli) – chorwacka archeolożka i muzealniczka, w latach 1992–1994 minister edukacji, kultury i sportu Chorwacji i zarazem pierwsza kobieta na stanowisku ministra w chorwackim rządzie od czasu uzyskania niepodległości.

## Życiorys
Girardi-Jurkić urodziła się w Zagrzebiu w 1944 r., a w 1947 r. przeniosła się wraz z rodziną do Puli, gdzie uczęszczała do szkoły średniej. Następnie w 1968 r. ukończyła studia na Uniwersytecie w Zagrzebiu na kierunkach archeologia oraz język i literatura angielska.

### Działalność naukowa
W latach 1969–1991 zajmowała różne stanowiska w Muzeum Archeologicznym Istrii w Puli, w tym od 1979 r. była dyrektorką tegoż muzeum. Początkowo zajmowała się pracą edukacyjną z dziećmi. Wiedza zdobyta podczas sześciomiesięcznego wyjazdu studyjnego do Aten pozwoliła jej na rozszerzenie działań muzealnych o łączenie archeologii z turystyką, jak tworzenie pamiątek będących kopiami znalezisk archeologicznych. Została wówczas nagrodzona przez Jugosłowiańską Izbę Turystyczną.
Zajmowała się badaniami antycznej nekropolii na przełęczy Burle w pobliżu Medulin. Prowadziła badania archeologiczne w Puli (na ulicy Glavnićeva) oraz w willi rzymskiej w Červarze obok Poreča. Brała ponadto udział w renowacji i rekonstrukcji amfiteatru w Puli, jak również w tworzeniu Parku Archeologicznego Nezakcij – pierwszego parku archeologicznego na świeżym powietrzu. Napisała ponad 400 artykułów naukowych oraz zorganizowała ponad 120 wystaw.

### Działalność polityczna
Była pierwszą kobietą na stanowisku ministra od czasu uzyskania niepodległości przez Chorwację; funkcję tę piastowała przez trzy kadencje (w gabinetach premierów Franjo Greguricia, Hrvoja Šarinicia i Nikicy Valenticia).
Od 1991 r. była wiceministrem edukacji, kultury i sportu, zaś 25 kwietnia 1992 r. została mianowana ministrem tego resortu. Od 3 kwietnia 1993 do 18 października 1994 r. była ministrem kultury i edukacji.
W październiku 1994 r. mianowana została Stałym Przedstawicielem Chorwacji przy UNESCO. W tym okresie przyczyniła się do umieszczenia na liście światowego dziedzictwa UNESCO bazyliki Eufrazjusza w Poreču i zespołu urbanistycznego miasta Trogir (w 1997 r.) oraz katedry Świętego Jakuba w Szybeniku wraz z centrum miasta Szybenik (w 2000 r.).

### Dalsze życie
W 2001 r. na krótko powróciła do pracy w Muzeum Archeologicznym Istrii, po czym objęła kierownictwo Międzynarodowego Centrum Badań Archeologicznych. Za wystawę „Lśnienie starożytnych nekropolii” otrzymała stały patronat dyrektora generalnego UNESCO Federico Mayora.
W kwietniu 2000 r. obroniła doktorat na macierzystej uczelni, a pracę doktorską (pt. Kultovi u procesu romanizacije antičke Istre), opatrzoną uzupełnieniami, wydała w 2005 r. w formie książkowej (Duhovna kultura antičke Istre, knj. I: Kultovi u procesu romanizacije antičke Istre). Prowadziła wykłady na Uniwersytecie w Zagrzebiu oraz na Uniwersytecie w Rijece. Bezpośrednio po doktoracie pracowała jako docant, po czym na podstawie dorobku naukowego została profesorem nadzwyczajnym, a następnie zwyczajnym.

## Odznaczenia i wyróżnienia
- Order Księcia Branimira (1995)[7]
- sześć innych  odznaczeń państwowych[2]
- nagrody Chorwackiego Towarzystwa Archeologicznego (2005)[2]
- honorowe obywatelstwo kilku miast[2].